# Charles Busson
Pour les articles homonymes, voir Busson.
Louis Guillaume Charles Busson, né le 15 juillet 1822 à Montoire-sur-le-Loir (Loir-et-Cher) et mort le 4 avril 1908 dans le 15e arrondissement de Paris, est un peintre paysagiste français.

## Biographie
Fils de négociant, Charles Busson étudie la peinture dans les ateliers de Jean-Charles-Joseph Rémond et Louis Français, et expose au Salon de peinture à partir de 1846. Il est l'un des membres fondateurs de la Société des artistes français, et siège à partir de 1873 au jury du Salon de peinture, dont il devient le vice-président en 1881. Il est un ami intime d'Eugène Fromentin.
Talent reconnu, il a lui-même été récompensé à plusieurs reprises, obtenant une médaille de 3e classe au Salon de 1855, une médaille de 3e classe à l'Exposition universelle de 1867 et enfin une médaille de 1re classe à l'Exposition universelle de 1878. Il est également nommé chevalier de la Légion d'honneur le 11 août 1866, puis officier du même ordre le 13 juillet 1887.
À Montoire-sur-le-Loir, sa commune de naissance, il est le propriétaire de 1853 à 1894 d'une maison du XVIe siècle, qui a depuis adopté son nom.
Il est le gendre de Noël Champoiseau. Son fils Georges Busson est également peintre et sa fille Marie Jeanne Caroline épousa en 1872 le peintre Paul Émile Sautai.

## Œuvres

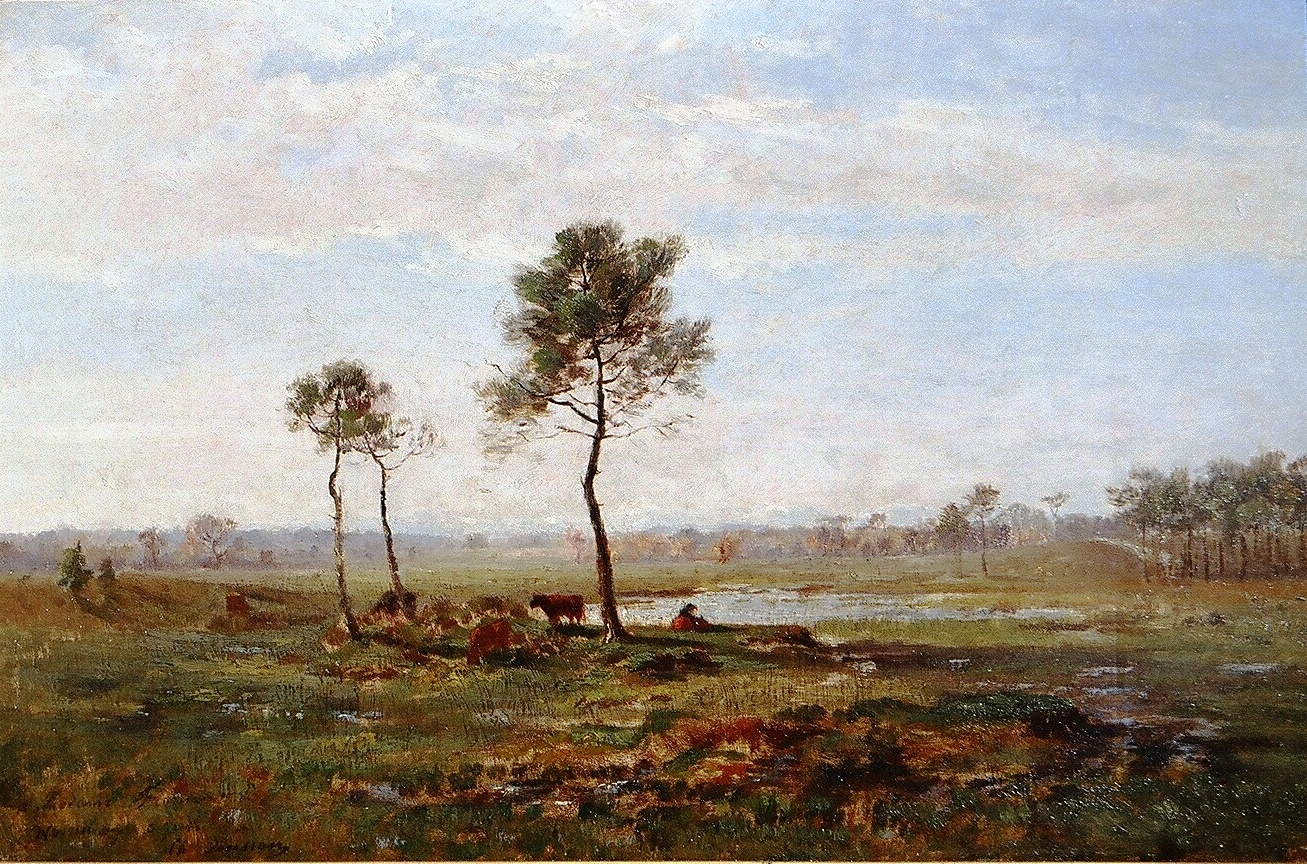
Paysage avec un étang
(vers 1850 - tableau dédicacé à Mme Fromentin).

Ses tableaux les plus connus sont : les Environs de Montoire, le Gué, les Landes près de Tartas, Avant l'orage, le Soir sur les bords du Loir, un Coucher de soleil et un Orage dans les Landes, Anciens fossés du Château de Lavardin.
Plusieurs de ses toiles sont conservées dans les collections publiques françaises : au musée d'Orsay (Chasse au marais dans le Berry),, ainsi que dans les musées des beaux-arts d'Angers, Marseille, Rennes et Troyes, au musée de Grenoble et au musée Antoine Vivenel de Compiègne. Un tableau de Charles Busson fait également partie des collections de la Pinacothèque nationale d'Athènes.

## Sources
- Émile Bellier de La Chavignerie et Louis Auvray, Dictionnaire général des artistes de l'école française depuis l'origine des arts du dessin jusqu'à nos jours, Paris, Librairie Renouard, tome 1, 1882.
- Encyclopédie Larousse du XIXe siècle en huit volumes.
- Dossier de Légion d'honneur de Charles Busson.